# Александр Фёдорович Щепа
Князь Александр Фёдорович Щепа (ум. 1442) — псковский наместник (1410—1412, 1421—1424, 1429—1434), по происхождению ростовский князь, родоначальник князей Щепиных-Ростовских.
Сын князя Фёдора Андреевича, внук владетельного князя Ростовского Андрея Фёдоровича.

## Биография
По одним летописным известиям псковичи, в заботах о защите своей земли от ливонцев, отправили в 1410 году послов (посадника Ивана Сидоровича, Гюргя Винкова с дружиною) с «челобитьем» к князю Александру и просили его быть псковским наместником; по согласии князя и по приезде его во Псков, псковичи приняли его «с честию» и посадили на княжение 26 сентября; по другим летописным известиям (и это более достоверно) князь Александр приехал во Псков «из рукы великого князя Василия Димитриевича», с псковичами не ладил или псковичи с ним не могли ужиться — неизвестно; с небольшим через 2 года (15 мая 1412) псковичи «выпроводиша» князя, который «возложил на Псков крестное целование» (то есть, что псковичи поступили против крестного целования), «а Псковичи, замечает Псковская летопись, в крестном целование прави».
В 1421 году те же псковичи, опасаясь близкой войны с литовским князем Витовтом, просили у великого князя Московского Василия I Дмитриевича дать им в князья князя Александра, который прибыл во Псков 1 апреля того же года и был принят с честью, но уже в 1423 году выехал из Пскова «с челядью».
В 1428 году перед грядущей со стороны Витовта опасностью псковичи вновь обратились к великому князю Московскому с просьбой назначить к ним князем-наместником князя Александра, который, очевидно, не желая ехать во Псков, послал туда сперва сына своего Дмитрия, обещая в скором времени приехать сам. Дмитрий, пробыв во Пскове до половины зимы и, не дождавшись отца, уехал в Москву. В следующем году великий князь вновь назначил во Псков князя Александра, который приехал туда с сыном 20 февраля. «Сие же буде ведомо, прибавляет летописец, яко сий князь Александр уже третие приеха в Псков князем». На этот раз князь Александр пробыл во Пскове до 1434 года. В самом Пскове намостил торг и построил новый мост на Черёхе; вместе с посадником Сильвестром заложил в октябре месяце 1431 года на новом месте «на реке над Ругодивом (Нарвой) в Залесьи» (по другой летописи «в Котеленском обрубе») новый городок Выбор; в том же году, на пятой неделе по Пасхе, князь Александр с посадником Яковом Павловичем, «наняв 300 человек [рабочих] заложи город на реке на Гдове, а на Гдовских земцах, в кого тамо отчина, взяша 300 в камену стену». Последние предприятия несомненно имели своей целью создать Пскову надёжный оплот со стороны его внешних врагов, так как хотя грозный князь Витовт и умер в 1431 году, но опасность со стороны Литвы не миновала; надежда же на помощь новгородцев не оправдалась. Спустя 3 года (28 февраля 1434 года) князь Александр выехал из Пскова со всей челядью. «А был тот князь, — говорит летописец, — во Пскове трижды, а жития его всего во Пскове 12 лет».
По одной Псковской записи на книге о кончине его упоминается под 1442 годом (6950 год) в монашестве.

## Семья
По некоторым родословным он был женат дважды, данное происходит в связи с указанием одного из списков родословных книг, что у князя А.Ф. Щепы был "один сын князь Дмитрий Щепа от другие жены".
1. С 17 января 1412 года — на княжне N. Ивановне Ярославской (этот брак является сомнительным).
2. N. Константиновна Шеина-Зернова — дочь Константина Дмитриевича Шеи[4].

Дети
- Князь Щепин-Ростовский Дмитрий Александрович — сын от второго брака[3], первый воевода войск левой руки в Вошане.
- Княжна № Александровна —  бывшая замужем за князем Литовским Владимиром Даниловичем.

## Критика
Приведённые и разработанные А.В. Экземплярским сведения о других жёнах князя А.Ф. Щепы (в том числе с дочерью близкого родственника московских великих князей — князя Ивана Владимировича Серпуховского) в значительной степени гипотетичны и данный вопрос нуждается в спец. рассмотрении с привлечением всех известных источников.
Столь же гипотетично утверждение А.В. Экземплярского о браке неизвестной по имени дочери или сестре князя Дмитрия Александровича, внучки князя А.В. Щепы, с литовским князем Владимиром Даниловичем.
Опубликованный С.В. Коневым Ростовский соборный синодик содержит запись: "Благоверному князю Александру Фёдоровичу Ростовскому и княгине Настасье, и дочерям его княжне Наталие и Феодоре и Ирине и сыну его князю Андрею и Дмитрию вечная память". Приведённый текст, с некоторой долей вероятности, можно отнести к семье князя А.Ф. Ростовского-Щепы. В этом случае выясняется не только имя жены, но и дочерей и второго сына, вероятно умершего бездетным и не показанным в родословных книгах.
В родословной книге М.Г. Спиридова, сын князя Александра Фёдоровича Щепы — князь Андрей Александрович показан в 1515 году первым воеводой войск левой руки в Вошане. С учётом того, что он в 1428-1429 годах, по летописным данным, был с отцом на княжении во Пскове, то в 1515 году ему было бы около 100 лет, что невозможно и вероятно произошла опечатка в тексте документа. На тех же основаниях является сомнительным приведённое в данном источнике сведение, о том, что князь Александр Фёдорович Ростовский-Щепа был в 1500 году воеводой Передового полка в Костроме.